# Ограбление по-итальянски (фильм, 2003)
«Ограбление по-итальянски» (англ. The Italian Job) — криминальный боевик режиссёра Ф. Гэри Грея с Марком Уолбергом в главной роли, ремейк одноимённого фильма 1969 года.

## Сюжет
События фильма начинаются в Венеции с телефонного разговора «лидера» Джона Бриджера со своей дочерью Стеллой. Он говорит ей, что это его «последнее дело». Джон встречается с «планировщиком» Чарли для обсуждения предстоящего ограбления. Джон и Чарли являются хорошими друзьями и очень уважают друг друга.
Чарли планирует и проводит хорошо обдуманное и быстрое ограбление, связанное с присвоением крупной партии золотых слитков. Стив является «человеком внутри», Красавчик Роб — профессиональный «водила», Левое ухо — эксперт по взрывчатке, а Лайл (который позже требует прозвища «Напстер») — эксперт по технике (в основном, компьютерной). Сам Джон является профессиональным взломщиком сейфов. Ограбление проведено блестяще, но Стив оказывается предателем и захватывает всю партию, при этом убивая Бриджера. Поскольку машина с остальными членами банды тонет, Стив считает их мёртвыми и уезжает. Но все, кроме Джона, остаются в живых и готовятся к мести.
Действие фильма продолжается в США, где Стелла, перенявшая от отца навыки взлома сейфов, использует свой опыт в законных целях, помогая полиции взламывать нужные сейфы. Чарли вербует Стеллу в команду, и они готовят план ограбления Стива, чтобы отомстить ему. События продолжаются в Лос-Анджелесе, где живёт Стив.
Первоначальный план ограбления проваливается из-за устроенной соседями Стива вечеринки. Позже Стив встречается со Стеллой и узнаёт в ней дочь Бриджера. Стив понимает, что его попытаются ограбить и решает вывезти слитки. Напстер определяет, в каком из трёх грузовиков находится золото.
Обновлённый план основан на том, что команда взламывает сеть управления транспортом. Банда организовывает «зелёную волну» для себя и задерживает инкассаторский грузовик с золотом там, где ей удобно. В заданной точке города грузовик останавливается и после направленного взрыва проваливается в подземную систему коммуникаций, где его уже ждут грабители. Золото перегружается в три специально оборудованных автомобиля Mini Cooper, и грабители скрываются через метро и канализацию города. В концовке Стив уже настигает тех, кто украл его золото, но его поджидают представители украинской мафии, собирающиеся свести с ним счёты — Стив убил брата главаря, обнаружившего, что слитки, которые он покупал, украдены из Венеции. Команда празднует успех дела, которое принесло им 27 миллионов долларов, и поминает отца Стеллы.
Далее следует концовка о том, кто и как распорядился своей долей: Лайл попал на обложку журнала, Левое ухо купил дом с отдельной комнатой для обуви, Роб покупает прекрасную машину, Чарли остаётся со Стеллой.

## В ролях
| Актёр             | Роль           |
| ----------------- | -------------- |
| Марк Уолберг      | Чарли Крокер   |
| Шарлиз Терон      | Стелла Бриджер |
| Эдвард Нортон     | Стив Фразелли  |
| Дональд Сазерленд | Джон Бриджер   |
| Джейсон Стейтем   | Ходок Роб      |
| Сет Грин          | Лайл           |
| Мос Деф           | Глухарь        |
| Олек Крупа        | Машков         |

## Музыка
В фильме звучит знаменитая композиция «Money» группы Pink Floyd в исполнении Velvet Revolver
Другие композиции:
- «The Wreckoning» Келина Мэннинга и Тэрин Мэннинг
- «ABC» Альфонсо Мицелла, Фредди Перрена, Денниса Люсье и Берри Горди мл.
- «Heartbreaker» Роберта Гилла и Стюарта Уэйда
- «Pedal to the Metal» Брайана Уэста и Марка Каспшика
- «Girls and Posse Surf» (из фильма «Голубая волна» Пола Хаслингера)
- «To Get Down» Тимо Мааса, Мартина Буттриха, Мальте Хагемайштера и Фила Барнса
- «Bloody Fingers» Хоэля Санчеса, Габриэля Арчулетты, Жерома Луи и Эзры Райли
- «Fire[англ.]» Ральфа Мидлбрукса, Джеймса Уильямса, Маршалла Джонса, Лероя Боннера, Кларенс Сетчэл, Вилли Бека и Марвина Пирса
- «California Soul» Ника Эшфорда и Валери Симпсон
- «Go» Энди Хантера и Тэда Тьорборна
- «The Jump Off» Данте Смита, Марка Ричардсона, Дага Уимбиша и Гэри Миллера
- «Music and Wine» Джея Денса
- «Sunbeams» UKO
- «Saboteur» Амона Тобина
- «Where’s My Truck» Райнхольда Хайля и Джонни Климека